# Embolia de líquido amniótico

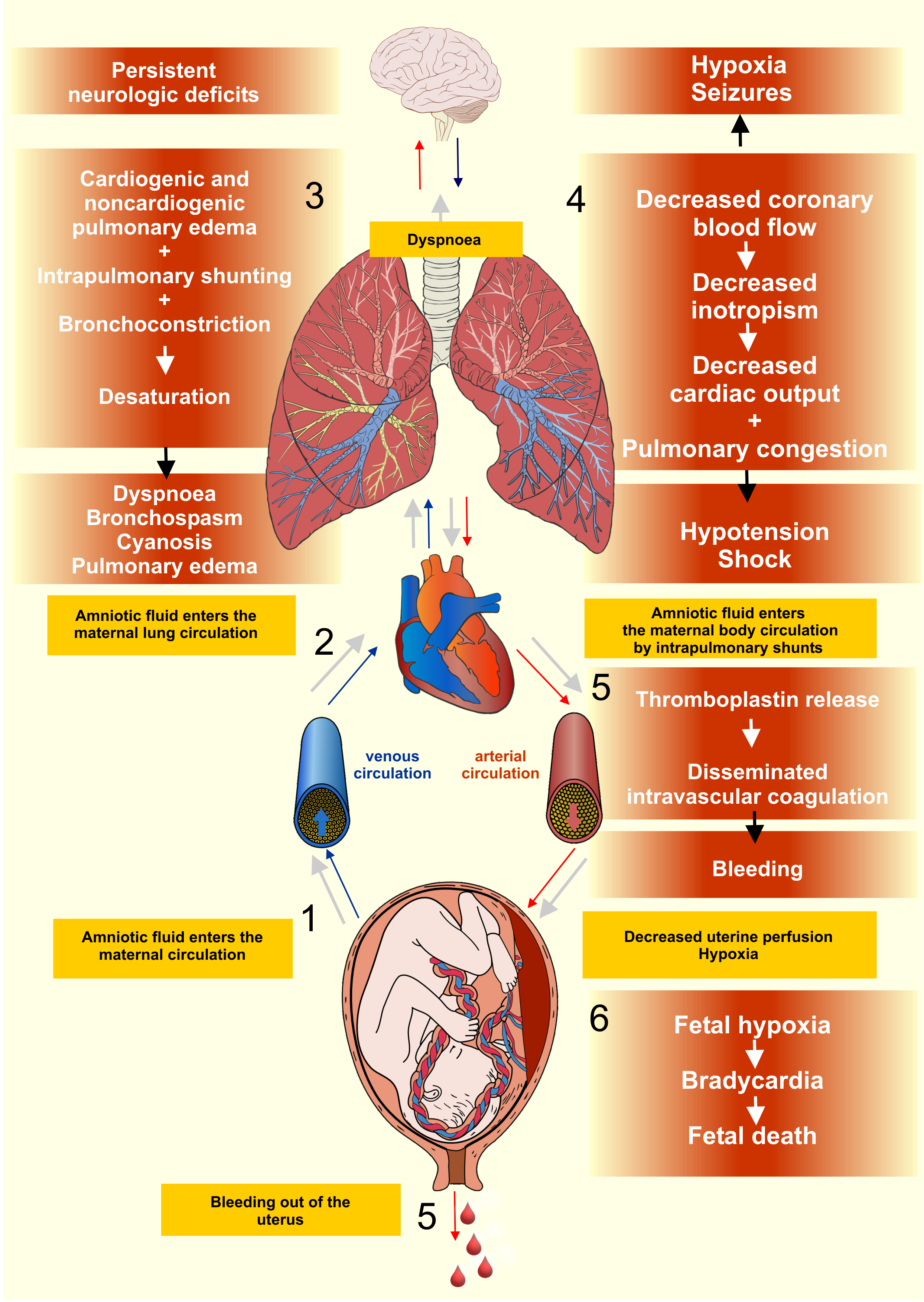
Fisiopatología de la embolia de líquido amniótico

Una embolia de líquido amniótico (ELA) es una emergencia obstétrica potencialmente mortal que ocurre durante el parto y en la que el líquido amniótico entra en el torrente sanguíneo de la madre, lo que desencadena una reacción grave que provoca un colapso cardiorrespiratorio (cardíaco y pulmonar) y una hemorragia masiva (coagulopatía). La tasa de ocurrencia es de 1 caso por cada 20.000 nacimientos y representa el 10% de todas las muertes maternas.

## Signos y síntomas
Se sospecha una embolia de líquido amniótico cuando una mujer que está dando a luz sufre una falta repentina de oxígeno en los tejidos del cuerpo, presión arterial baja y sangrado profuso debido a defectos en la coagulación sanguínea.
Los signos y síntomas de la embolia de líquido amniótico pueden variar de un individuo a otro, pero implican la afectación sistémica de múltiples sistemas orgánicos. A menudo, un paciente puede presentar tos debido a la liberación de bradicinina, un marcador inflamatorio que se libera durante momentos de dolor y que provoca una reacción anafilactoide. La tos puede progresar a disnea y falta de aliento debido a la vasoconstricción de las arteriolas pulmonares, lo que dificulta el flujo de aire. Esta disminución del flujo de aire provocará una disminución del oxígeno que se suministra a los tejidos para eliminar el dióxido de carbono de la sangre. El corazón  tratará de compensar acelerándose y causando taquicardia o un ritmo cardíaco acelerado en la madre. El feto reaccionará a los cambios de la madre si todavía se encuentra en trabajo de parto presentando taquicardia y desaceleraciones en el monitoreo de la frecuencia cardíaca fetal. Posteriormente, el personal de atención médica registrará una lectura baja en la oximetría de pulso, lo que dará lugar a hipoxia.
Con mayor frecuencia, las pacientes experimentarán hipotensión o presión arterial baja debido a la inflamación generalizada y la anafilaxia que se produce.
A medida que el líquido amniótico se acumula en los pulmones, la paciente puede comenzar a presentar signos de hipertensión pulmonar, ya que el  líquido obstruye debido  el flujo sanguíneo pulmonar y reduce la oxígenación. En la fase avanzada de la embolia por líquido amniótico, la etapa final antes del colapso cardiovascular se caracteriza por una hemorragia o pérdida masiva de sangre. Esto desencadena una activación excesiva de la cascada de coagulación, lo que provoca una producción excesiva de coágulos sanguíneos sin capacidad de disolución, resultando en Coagulación intravascular diseminada (CID).

## Causas y fisiopatología
Se han propuesto varias hipótesis sobre las posibles causas de la embolia de líquido amniótico. La primera hipótesis sugiere uno o una combinación de los siguientes factores: un parto complicado, anomalías placentarias y un traumatismo abdominal causado por una cesárea u otros procedimientos quirúrgicos que podrían romper la barrera entre el líquido materno y el líquido fetal. Esta ruptura provoca una acumulación de presiones hidrostáticas y presiones oncóticas que filtran el líquido fetal a la circulación materna. Este líquido se transporta a través de las venas hasta la vena cava superior, al atrio derecho y al ventrículo derecho, ingresando finalmente en la arteria pulmonar y diseminándo a través del circuito pulmonar. Esto hace que el líquido de los alvéolos de los pulmones se acumule y cause un aumento de las presiones que ejercen un trabajo adicional sobre el corazón. Esto conduce a hipertensión pulmonar que causa insuficiencia cardíaca ventrícular derecha, que a su vez conduce al colapso cardiovascular.
La segunda escuela de pensamiento es que una serie de marcadores inflamatorios en el líquido amniótico provoca una activación inflamatoria generalizada en la sangre en toda la circulación materna. Esto provoca un intenso vasoespasmo pulmonar que conduce a una desregulación de la circulación pulmonar y causa fallas en la circulación sistémica.
Además, el líquido amniótico contiene componentes como el factor tisular y otros factores de coagulación que pueden inducir un estado de hipercoagulabilidad, provocando la formación continua de coágulos sanguíneos sin la capacidad de disolverse adecuadamente.  Esto contribuye al desarrollo de Coagulación intravascular diseminada (CID) y sus consecuencias.
También se supone que la endotelina, un potente vasoconstrictor, se regula al alza durante el curso de la embolia de líquido amniótico en la circulación materna. Esta endotelina actúa de forma antagónica sobre los vasos sanguíneos causando una  vasoconstricción intensa. Esto condce a vasos sanguíneos super ajustados que cortan el suministro de sangre a los pulmones y al corazón, lo que resulta en un colapso cardiorrespiratorio.

### Factores de riesgo
La embolia de líquido amniótico es un evento espontáneo cuya ocurrencia no sigue una progresión predecible. Sin embargo, se identifica con mayor frecuencia en el contexto de una cesárea, un parto vaginal complicado o en las horas posteriores al nacimiento.
Algunos factores de riesgo para la embolia de líquido amniótico incluyen:
- Edad materna avanzada en el momento del parto[5]
- Antecedentes de cesárea[5][7]
- Historial de eclampsia o preeclampsia en un embarazo previo o en el embarazo actual[5]
- Embarazo multigestacional[5]
- Traumatismo abdominal previo o actual[5]
- Antecedentes de placenta previa o cualquier implantación placentaria anormal[7]
- Hipertensión gestacional o diabetes mellitus[8]
- Ruptura uterina[6]
- Parto asistido por ventosa[6]
- Desprendimiento prematuro de placenta[6]
- Amnioinfusión[6]

El método mediante el cual se induce el parto aparentemente influye en el riesgo de embolia de líquido amniótico. Se ha observado que la inducción con prostaglandina E2 vaginal aumenta significativamente el riesgo relativo de desarrollar embolia de líquido amniótico en una madre en trabajo de parto.
No obstante, en términos generales, cualquier método de inducción del parto, incluida la inducción quirúrgica, la ruptura artificial de membranas o el uso de oxitocina, se asocia con un mayor riesgo de embolia de líquido amniótico durante el trabajo de parto.
Asimismo, los fetos de sexo masculino y aquellos con baja peso al nacer también representan un mayor riesgo para las madres.

## Diagnóstico
Para diagnosticar una embolia de líquido amniótico, deben estar presentes ciertos factores clave entre los que se incluyen:
1. Hipoxia [8] [5] [7]
2. Hipotensión [5] [6] [7]
3. Hemorragia aguda severa [5] [7] [6]
4. Ocurre durante el parto o hasta 30 minutos después del mismo parto [5]

Para confirmar el diagnóstico de embolia de líquido amniótico, se debe realizar de inmediato una gasometría arterial con el fin de evaluar el estado ácido-base. La gasometría arterial debe mostrar un pH bajo y niveles elevados de PCO2, indicativos una acidosis respiratoria. Además, los lectores de oximetría de pulso continuas permitirán monitorear el nivel de hipoxia y los requerimientos de oxígeno. 
Es necesario realizar estudios de coagulación, prestando especial atención al tiempo de protrombina (TP) y al tiempo de tromboplastina parcial (TTP). Si se utilizan factores de coagulación, el TP estará prolongado y el TTP puede permanecer normal o también prolongarse.  
Asimismo, se debe solicitar una prueba de tipificación y cribado sanguíneo para prever la necesidad de transfusión de hemoderivados en caso de hemorragia. 

### Biomarcadores
Existen varios biomarcadores  que pueden indicar la posible ocurrencia o la presencia de una embolia de líquido  amniótico, entre ellos:   
- Proteína-1 de unión al factor de creciemiento similar a la insulina (ILGFBP-1): puede detectarse en el líquido amniótico y, si se filtra a la circulación materna, puede medirse, debido a su alta sensibilidad para detectar altercaciones en la circulación materno-fetal. [8]
- Niveles de C3 y C4: se encuentran  significativamente bajos en casos de embolia de líquido amniótico
- Marcadores tumorales: algunos marcadores presentes en ciertos tipos de cáncer, como el antígeno carcinoembrionario (CEA) y el CA-125, también se encuentran en altas concentraciones en el líquido amniótico [8]

## Tratamiento y control
La estabilización de la paciente es la primera línea de acción en casos de embolia de líquido amniótico. Si la paciente requiere oxígeno, se debe administrar mediante una máscarilla de re-inhalación de alto flujo. Si la condición de la paciente es inestable y no puede recibir oxígeno a través de esta mascarilla o una cánula nasal, se debe proceder con la intubación endotraqueal y el uso de ventilación mecánica.  
En pacientes con riesgo de compromiso cardiovascular debido a vasodilatación tardía de los vasos sanguíneos, se recomienda la administración de fenilefrina para inducir vasoconstricción arterial y elevar la presión arterial, previniendo así la hipotensión persistente  Dado que la embolia de líquido amniótico se asemeja  a una reacción anafiláctica, también se debe administrar epinefrina.   
Si ocurre una hemorragia, se debe realizar una transfusión inmediata de glóbulos rojos empacados para prevenir complicaciones adicionales.   En los casos de coagulación intravascular diseminada (CID), el factor VIIa activado recombinante es una opción terapéutica rápida. Además, los inhibidores de serina proteasa, como FOY y Aprotinina, han sido utilizados para tratar la coagulación intravascular diseminada (CID) en la embolia de líquido amniótico. 
Un estudio de caso sobre la embolia de líquido amniótico publicado en la revista A & A Practice Journal en el 2020 reveló que la administración de milrinona en aerosol produce una vasodilatación pulmonar selectiva sin cambios significativos  en la presión arterial media ni en la resistencia vascular sistémica. Si se usa inmediatamente después de una embolia de líquido amniótico, la milrinona inhalada podría mitigar la vasoconstricción pulmonar.  

## Epidemiología
La embolia de líquido amniótico es una  condición poco común, con una incidencia de 1 caso cada 20,000 partos. A pesar de su rareza, representa el 10% de todas las muertes maternas. 

## Historia
Esta complicación poco frecuente fue registrada en diecisiete ocasiones antes de 1950 y fue descrita por primera vez en 1926 por J.R. Meyer, de la Universidad de São Paulo.   Un estudio de 1941, en el que Clarence Lushbaugh y Paul Steiner analizaron ocho autopsias de mujeres embarazadas que fallecieron repentinamente durante el parto, permitió el reconocimiento generalizado de este diagnóstico en la comunidad médica. Este estudio fue posteriormente republicado como un artículo fundamental en el Journal of the American Medical Association .  